# Arre-diabo
Arre-diabo ou Cansanção (Cnidoscolus pubescens) é uma planta da família Euphorbiaceae.